# Anajapyx amabilis
Anajapyx amabilis är en urinsektsart som beskrevs av Smith 1960. Anajapyx amabilis ingår i släktet Anajapyx och familjen Anajapygidae. Inga underarter finns listade i Catalogue of Life.